# The Bad Mother's Handbook
The Bad Mother's Handbook è un film tv del 2007 diretto da Robin Shepperd.

## Trama
The Bad Mother's Handbook descrive la storia della vita di tre donne, in un periodo lungo un anno. Karen è una madre frustrata, senza marito, sulla trentina che all'improvviso si trova ad affrontare le conseguenze di un grande segreto che la vede protagonista. Karen ha una figlia adolescente, Charlotte, in piena fase ormonale che si mette nei guai con il ragazzo che sta frequentando. Con loro, vive la nonna, malata di Alzheimer, che organizza incontri con altre anziane nel suo salotto. Quando Charlotte rimane incinta, la situazione si fa ancora più insostenibile ma viene in suo aiuto il compagno di scuola Daniel Gale, un simpatico nerd, che stringerà con la ragazza una tenera amicizia, anche se Daniel in realtà è innamorato di Charlotte.

## Il libro
The Bad Mother's Handbook è tratto dal libro best seller della scrittrice inglese Kate Long, che ne ha curato la sceneggiatura.

## La serie
Dato il successo del libro e del film tv, la  ABC americana ha deciso di produrre una serie televisiva intitolata Bad Mother's Handbook, che vedrà come protagonista Alicia Silverstone. La sceneggiatura sarà curata da Jennifer Konner e Alexandra Rushfield.

## Distribuzione
Il film è stato trasmesso sul canale inglese ITV nel febbraio del 2007, e non è mai stato trasmesso in Italia. Si può tuttavia trovare in commercio il DVD.